# Kaikubad I

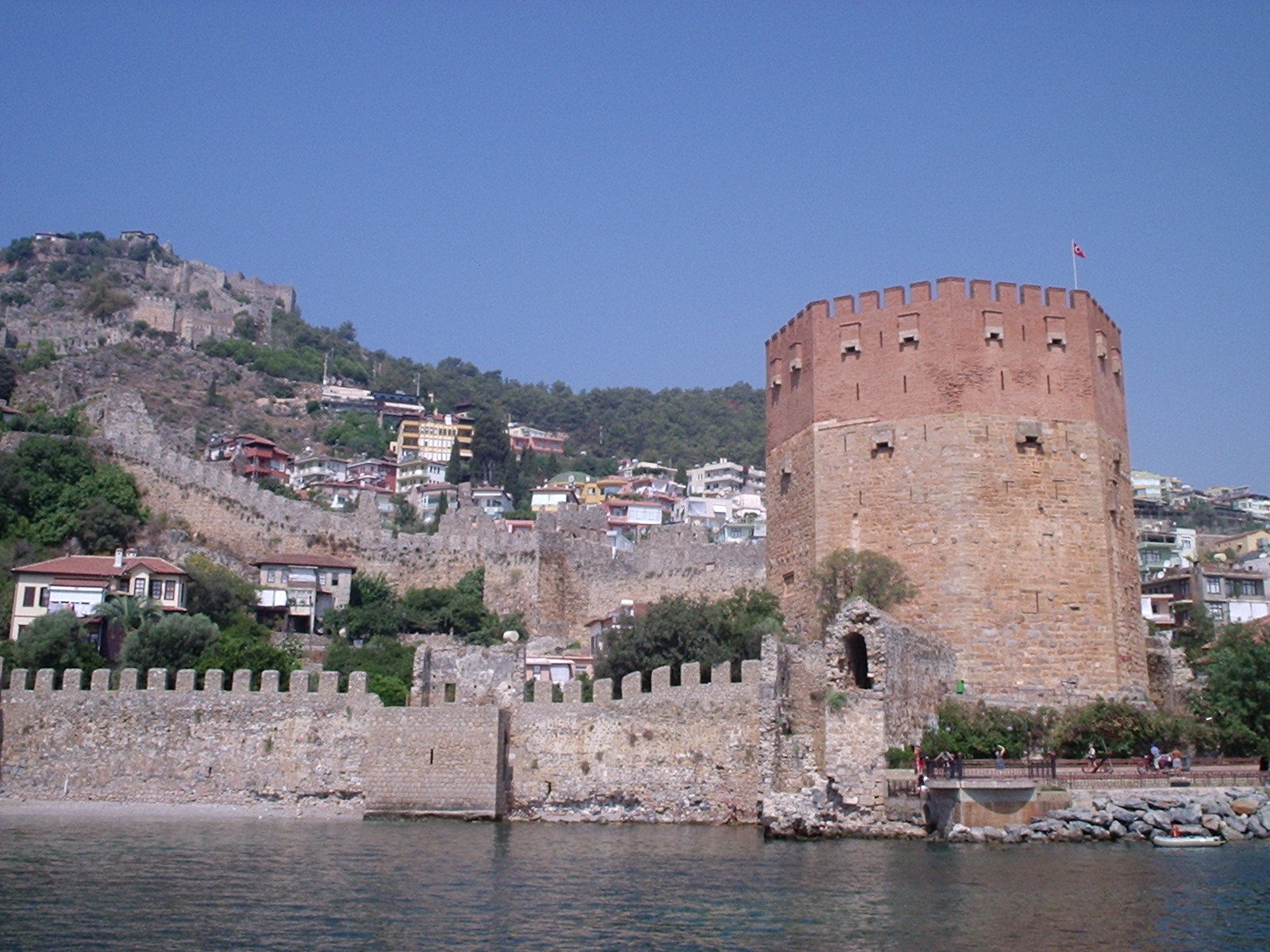
La Torre Roja, construida en Alanya por Kaikubad.

Kaikubad I (árabe y persa: علا الدين كيقباد بن كيكاوس, 'Alā ad-Dīn Kayqubād bin Kaykā'ūs; turco: I. Alâeddin Keykûbad) fue el sultán selyúcida de Rüm entre los años 1220 y 1237. Expandió las fronteras del sultanato a expensas de sus vecinos, particularmente el Emirato mengücek y los ayubíes, y estableció la presencia selyúcida en el mar Mediterráneo con su adquisición del puerto de Kalon Oros, más tarde rebautizado Ala'iyya en su honor. Puso también el sur de Crimea bajo control turco por un breve tiempo como resultado de una incursión contra el puerto de Sudak, en el mar Negro. El sultán, a veces nombrado como "Kaikubad el Grande", es recordado hoy por su rico legado arquitectónico y la brillante cultura de la corte que floreció durante su reinado.
El reinado de Kaikubad representó el apogeo del poder y la influencia selyúcida en Anatolia, y el mismo Kaikubad era considerado el príncipe más ilustre de la dinastía. En el período siguiente la invasión mongola de mediados del siglo XIII, los habitantes de Anatolia frecuentemente contemplaban su época como una edad de oro, mientras que los nuevos gobernantes de los beylicatos de Anatolia trataron de justificar su propia autoridad trazando árboles genealógicos que enlazaban con él.

## Biografía
Kaikubad era el segundo hijo del sultán Kaikosru I, quien a una temprana edad le otorgó el título de malik y el gobierno de Tokat, una importante ciudad de la Anatolia central. Cuando su padre murió en la batalla de Antioquía del Meandro en 1211, él y su hermano mayor Kaikaus lucharon por el trono. Kaikubad inicialmente obtuvo cierto apoyo entre los vecinos del sultanato: León I, rey armenio de Cilicia, y Tughrilshah, su tío y gobernante independiente de Erzurum. La mayoría de los emires, junto a la poderosa aristocracia terrateniente del reino, apoyaron a Kaikaus. Kaikubad se vio obligado a huir a la fortaleza de Ankara, desde la que buscó la ayuda de las tribus turcomanas de Kastamonu. Pronto fue capturado y encarcelado por su hermano en un castillo del oeste de la península.
Tras la inesperada muerte de Kaikaus en 1219 (o 1220), Kaikubad fue liberado de su cautiverio y sucedió a su hermano.
En política exterior, redujo al vasallaje al Reino armenio de Cilicia, y asentó a los turcomanos a lo largo de la frontera de los montes Tauro, en la región llamada luego İçel. A finales del siglo XIII, estos mismos turcomanos establecerían el beylicato de Karamanoğlu.
En 1227/1228, Kaikubad avanzó sobre el este de Anatolia, donde la llegada de Jalal ad-Din Mingburnu, que huía de la destrucción de su Imperio jorezmita a manos de los mongoles, había creado una situación política inestable. El sultán derrotó a ortóquidas y ayubíes y absorbió el Emirato mengücek a su reino, tomando durante su campaña las fortalezas de Hısn Mansur, Kâhta y Çemişgezek. Sofocó también una revuelta auspiciada por el Imperio de Trebisonda, y aunque en su contraataque no llegó a tomar su capital, sí obligó a la Dinastía Comneno a renovar sus compromisos de vasallaje.
Al principio Kaikubad había buscado una alianza con su pariente turco Jalal ad-Din Mingburnu contra la amenaza mongola, pero no sólo no la consiguió, sino que Jalal ad-Din le arrebató el importante castillo de Ahlat. El sultán le derrotó finalmente en la batalla de Yassıçemen (1230), entre Sivas y Erzincan. Después de esta victoria, avanzó más hacia el este, estableciendo el poder selyúcida sobre Erzurum, Ahlat y la región del lago Van (anteriormente controlada por los ayubíes), consiguiendo además que los ortóquidas de Diyarbakır y los ayubíes de Siria reconocieran su soberanía. Tomó una serie de fortalezas en Georgia, cuya reina pidió la paz y dio a su hija Tamara en matrimonio al hijo de Kaikubad, Kaikosru.
Consciente de la creciente presencia y poder de los mongoles en las fronteras del Sultanato de Rüm, reforzó las defensas y castillos de sus provincias orientales. Kaikubad murió siendo aún joven en 1237, y fue el último de su linaje que murió siendo independiente.

## Familia
Kaikubad tuvo tres hijos: Izz al-Din, hijo de su esposa ayubí; Rukn al-Din, también hijo de su esposa ayubí; y Kaikosru II, el mayor. El sultán originalmente obligaba a sus súbditos a jurar lealtad a su hijo Izz al-Din, pero los emires generalmente preferían hacerlo ante el más poderoso Kaikosru. Sin un sucesor claro, a la muerte de Kaikubad estalló una guerra civil entre varias facciones, en la que triunfó Kaikosru.

## Legado arquitectónico
Kaikubad patrocinó una campaña a gran escala de edificaciones a través de Anatolia. Aparte de la reconstrucción de ciudades y fortalezas, construyó muchas mezquitas, madrazas, caravasares, puentes y hospitales, muchos de los cuales se conservan en nuestros días. Además concluyó la construcción del Palacio Selyúcida en Konya, además del Palacio de Kubadabad a orillas del lago Beyşehir y el Palacio de Keykubadiye, cerca de Kayseri.